# Editto di Versailles

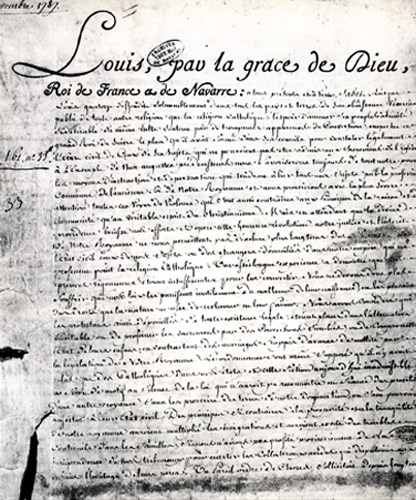
Editto di Versailles firmato da Luigi XVI nel 1787, Archives nationales de France

L'Editto di Versailles, noto anche come Editto di Tolleranza, fu un atto ufficiale che garantì ai non cattolici in Francia l'accesso ai diritti civili, in precedenza loro negati, tra i quali quello di contrarre matrimonio senza doversi convertire alla fede cattolica; l'editto però negò loro i diritti politici e la possibilità di praticare il loro culto in pubblico. L'editto fu firmato dal re Luigi XVI il 7 novembre 1787 e registrato presso il Parlamento di Parigi durante l'Ancien Régime il 29 gennaio 1788. Alla sua promulgazione contribuirono le argomentazioni a favore manifestate da importanti filosofi e personalità letterarie dell'epoca, tra cui i francesi Anne Robert Jacques Turgot; Étienne François, duca di Choiseul, l'americano Benjamin Franklin e soprattutto il lavoro congiunto di Guillaume-Chrétien de Lamoignon de Malesherbes, ministro di Luigi XVI, e Jean-Paul Rabaut Saint-Étienne, portavoce della comunità protestante in Francia.
Il re Enrico IV aveva concesso agli ugonotti ampia libertà di praticare la loro fede con l'editto di Nantes del 13 aprile 1598. Tali diritti furono revocati da Luigi XIV con l'editto di Fontainebleau (18 ottobre 1685). L'applicazione della revoca venne applicata in modo meno stretto sotto il regno di Luigi XV, ma la revoca rimase legge per un secolo.
Con l'editto di Versailles, il cattolicesimo romano continuò a essere la religione di Stato del Regno di Francia, ma vennero concesse agevolazioni anche ai fedeli non cattolici: ugonotti calvinisti, luterani ed ebrei. Considerato il predominio di lunga data della religione di Stato, in tutto il Paese venivano ancora imposte restrizioni ai non cattolici. I casi anomali dell'epoca venivano tenuti dietro le quinte nei luoghi di lavoro e negli ambienti educativi per evitare di travisare la rappresentazione del regno.
L'esempio più notevole di restrizione si ebbe a Metz, il cui Parlamento escluse esplicitamente alcuni diritti degli ebrei all'interno del suo territorio, come la redazione di cahiers de doléances, a differenza di quanto accadeva nel resto della Francia.
L'editto di Versailles fu un passo importante per pacificare le tensioni religiose e pose ufficialmente fine alla persecuzione religiosa in Francia; la libertà di religione in tutta la Francia fu raggiunta con la Dichiarazione dei diritti dell'uomo e del cittadino del 1789.